# دانيال تيكسيرا
دانيال تيكسيرا (20 أبريل 1968 في البرازيل - ) هو لاعب كرة قدم برازيلي في مركز الهجوم. لعب مع آينتراخت براونشفايغ وروت فايس إيسن ونادي كاريا ونادي كروزيرو وناسيونال ماديرا وهولشتاين كيل ويونيون برلين ونادي فيلا نوفا ونادي أوردينغن 05 وA.D. Machico ‏ وSeixal F.C. ‏ ونادي كامتشا ‏.

## وصلات خارجية
- دانيال تيكسيرا على موقع قاعدة بيانات كرة القدم.إي يو (الإنجليزية)
- دانيال تيكسيرا على موقع بيانات كرة القدم. دي إي (الألمانية)
- دانيال تيكسيرا على موقع عالم كرة القدم.نت (الإنجليزية)